# ビル・ウェニントン
ビル・ウェニントン（Bill Wennington）ことウィリアム・パーシー・ウェニントン（William Percey Wennington, 1963年12月26日- ）はカナダ・ケベック州モントリオール出身の元プロバスケットボール選手。ポジションはセンター。
カナダ、ケベック州、及びセント・ジョンズ大学のバスケットボール殿堂入りを果たしている。

## 経歴
セント・ジョンズ大学時代、1983年のNCAAトーナメントでファイナル4に進んだ。また同年のユニバーシアードではアメリカを破り金メダルを獲得している。1984年にはカナダ代表に選出されてロサンゼルスオリンピックに出場した。1992年のバルセロナオリンピックにも出場している。
1985年のNBAドラフトの1巡目でダラス・マーベリックスに入団、その後イタリアのヴィルトゥス・ボローニャでプレイした後、シカゴ・ブルズに入団した。1996年、1997年、1998年の3回NBAファイナルで優勝した時の一員である。
ブルズの優勝時に、シカゴのマクドナルドで彼の名前をもじった「Beef Wennington」（ビーフ・ウェニントン）と呼ばれるメニューが販売された。
現役引退後、セント・ジョンズ大学、ケベック州、カナダのバスケットボール殿堂入りを果たしている。現在はシカゴ・ブルズのESPNラジオ解説者をしている。